# Marguerite Pichon-Landry

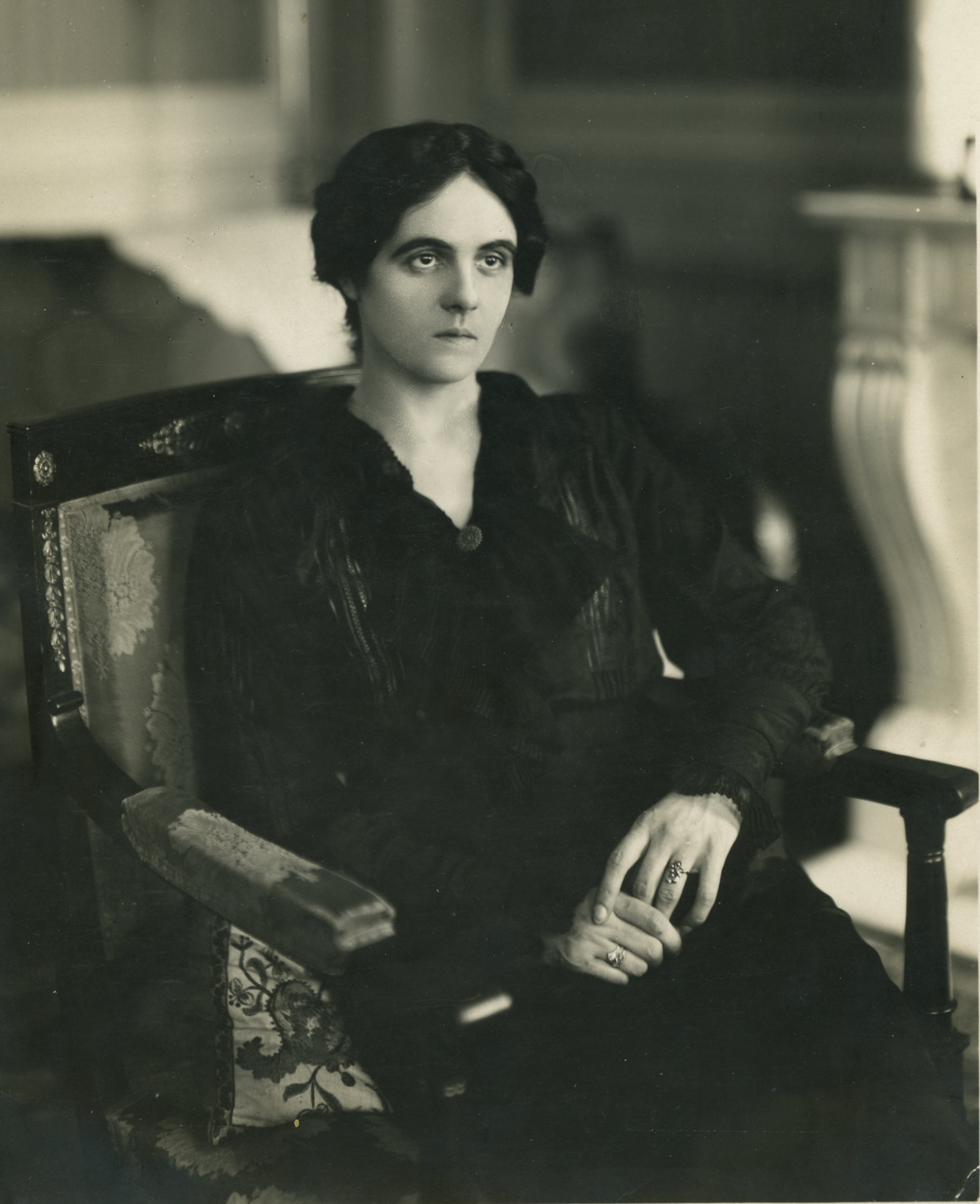
Marguerite Pichon-Landry

Marguerite Pichon-Landry (* 14. November 1877 in Ajaccio; † 6. September 1972 in Paris) war eine französische Feministin. Sie war von 1932 bis 1954 Präsidentin des Conseil national des femmes françaises (Nationalrat der französischen Frauen).

## Leben

### Familie
Marguerite Landry wurde in eine Familie radikaler sozialistischer Intellektueller geboren, die mit den Bonapartes verwandt war. Ihre Mutter Augustine Meuron (1844–1926) und ihr Vater Timothée Landry (1841–1912), ein Jurist, der später Kammerpräsident am Berufungsgericht in Paris wurde, zogen 1883 von Korsika nach Nîmes und 1896 weiter in die Hauptstadt. Ihre Tante war die Malerin Aglaé Meuron (1836–1925). Ihr Großvater war der Marineoffizier François-Timothée Landry (ca. 1769–1805). Marguerite hatte fünf Geschwister:
- Josèphe, genannt Seppa, (1869–1871), die an Tuberkulose starb;
- Eugène Landry (1872–1913), Agrégé in Französisch und Italienisch, Dr. phil., Dozent am Nationalinstitut in Florenz;
- Adolphe Landry (1874–1956), Normalien, Begründer der französischen Demografie, Abgeordneter von Korsika, mehrfacher Minister;
- ihre Zwillingsschwester Marie Long-Landry (1877–1968), Ärztin, erste weibliche Chefärztin in Frankreich;
- Lasthénie Thuillier-Landry (1879–1962), ebenfalls Ärztin, Gründerin der Association française des femmes médecins im Jahr 1923.[1]

Marguerite Landry studiert an der Universität Jura. Sie heiratete 1903 den Juristen Adolphe Pichon, der eine Dissertation über das freie Gehalt der verheirateten Frau verfasst hatte und Sekretär von Raymond Poincaré war. Sie hatten eine Tochter, Amy (1905–1992), Ärztin, die den Hämatologen Jean Bernard (1907–2006) heiratete. Marguerite Pichon-Landry starb 1972 im Alter von 95 Jahren in Paris. Sie erhielt die Medaille für den französischen Widerstand und wurde zum Ritter der Ehrenlegion ernannt.

### Feminismus
Marguerite Pichon-Landry trat 1905 in den Conseil national des femmes françaises (CNFF) ein und arbeitete dort in der Abteilung für Gesetzgebung. Dort arbeitete sie mit Julie Siegfried, die Präsidentin des CNFF und Mitglied der Union française pour le suffrage des femmes (Französische Union für das Frauenstimmrecht, UFSF) war, und mit Avril de Sainte-Croix, der Generalsekretärin des CNFF, zusammen. 1916 trat sie gemeinsam mit Cécile Brunschvicg der Abteilung für Frauenstudien des Musée social bei. Während des Ersten Weltkriegs leitete sie das vom CNFF gegründete Informationsbüro für verstreut lebende Familien.
Ihre erste nennenswerte Aktion in der Sektion Gesetzgebung des CNFF betraf die Frauenarbeit. Im Januar 1919 hatte ein 38-köpfiger außerparlamentarischer Ausschuss für die Sekundarschulbildung von Mädchen die Einwände der meisten seiner sechs weiblichen Mitglieder ignoriert und empfohlen, die „weiblichen“ Merkmale der Sekundarschulbildung von Mädchen beizubehalten. Im Mai 1919 vertrat sie als Vizepräsidentin der UFSF und an der Seite von Cécile Brunschvicg, die inzwischen Präsidentin des CNFF geworden war, die Frauen vor dem Bildungsausschuss der Minister der Regierung. Es ging darum, die Hindernisse für die Einstellung von Frauen in der Verwaltung zu beseitigen. Da es kein allgemeines Beamtenstatut gab, wie es ab 1946 existierte, hatte sie Mühe, die entsprechenden Regelwerke zusammenzutragen, da jede Verwaltung ihre eigenen Regeln hatte, insbesondere in Bezug auf die Einstellung von Frauen.
Im Mai 1919 stimmte die französische Abgeordnetenkammer mit 344 zu 97 Stimmen für das uneingeschränkte Frauenwahlrecht. Die Frauen gingen davon aus, dass sie bald das Wahlrecht erhalten würden. Cecile Brunschvicg und Marguerite Pichon-Landry machten die Minister auf die Einwände der Frauen gegenüber der Bildungskommission aufmerksam. Pichon-Landry und Henry Hébrard de Villeneuve vom Staatsrat untersuchten die Einstellungspraktiken der Verwaltung in der Nachkriegszeit. Pichon-Landry berichtete im März 1920 auf einer gemeinsamen Sitzung der legislativen und der Frauenabteilung des Musée. Pichon-Landry betonte, dass die „Sesshaftigkeit“ und „Regelmäßigkeit der Verwaltungsarbeit es Frauen ermögliche, eine Arbeit mit familiären Pflichten zu vereinbaren“. Da sich die Wirtschaft nur langsam von den Auswirkungen des Krieges erholte, sagte sie: „Da heute jeder die Notwendigkeit einer Produktionssteigerung anerkennt, sollte die Reservierung von Stellen für Männer nicht dazu führen, dass einige Männer von direkteren produktiven Karrieren abgehalten werden.“ Die Mitglieder des Musée social befürworteten die vollständige Gleichstellung der Geschlechter in der gesamten Verwaltung. 1922 lehnte der Senat das Frauenwahlrecht ab.

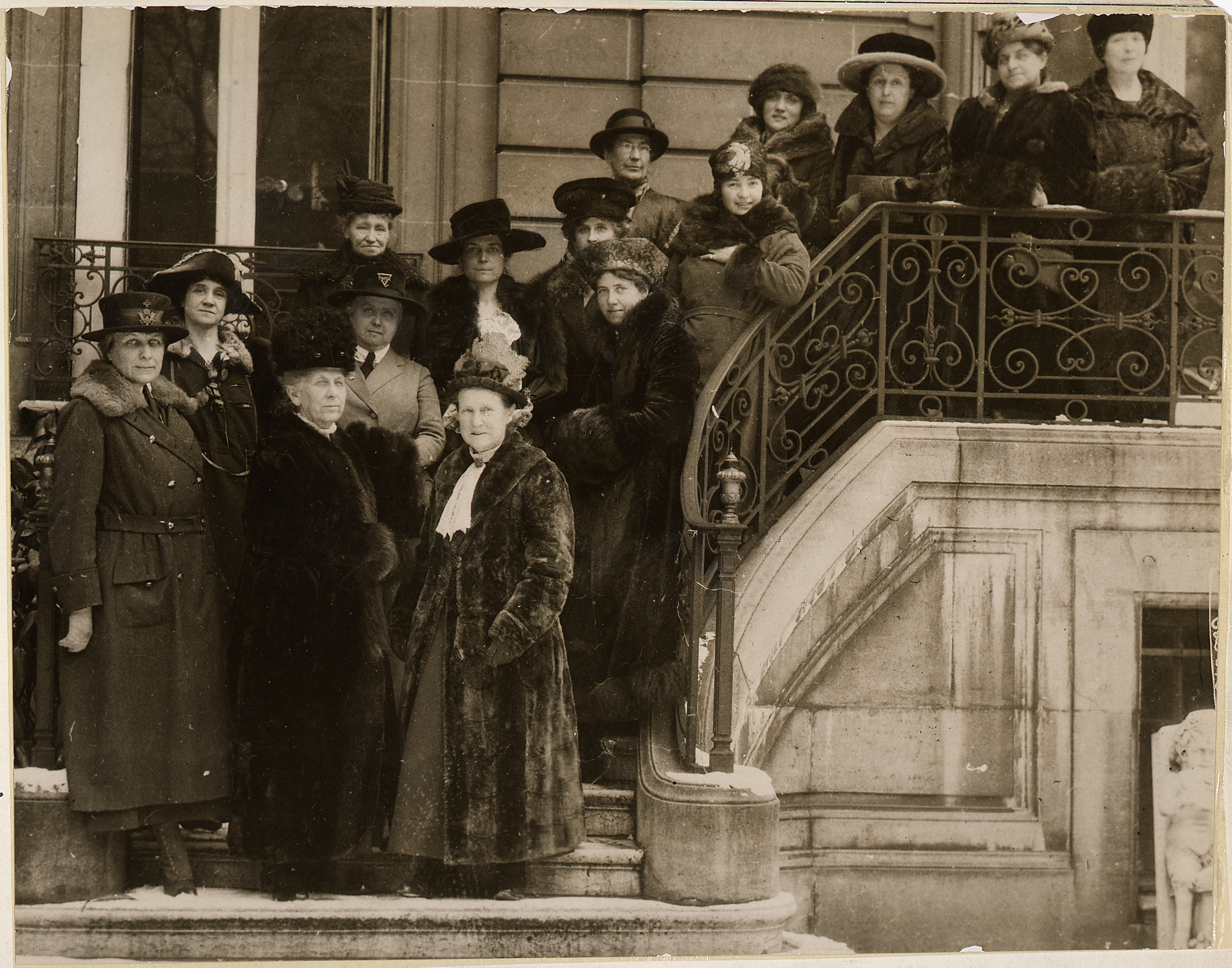
Alliierte Frauen in Paris, um für das internationale Wahlrecht zu plädieren.

Pichon-Landry wurde 1929 Generalsekretärin des CNFF und war von 1932 bis 1954 dessen Präsidentin. Durch die Beziehungen ihres Bruders Adolphe Landry hatte sie privilegierten Zugang zur politischen Elite. Der CNFF gab 1929 an, dass er 150.000 Mitglieder habe, 1936 300.000 und 1939 200.000; allerdings dürften diese Zahlen übertrieben sein.
Im Februar 1936 wandten sich Pichon-Landry und Brunschvicg, die den CNFF bzw. den UFSF vertraten, an Premierminister Albert Sarraut und trafen dessen Unterstaatssekretär Jean Zay. Sie forderten als Vertreterinnen des CNFF bzw. der UFSF, dass die allgemeinen Einstellungsregeln für alle Ministerien auf beruflichen Verdiensten und nicht auf dem Geschlecht basieren sollten. Sonderfälle wie das Verteidigungsministerium, in denen die Unterscheidung nach Geschlecht gerechtfertigt sein könnte, erkannten sie an. Am 3. Juli 1936 entschied der Staatsrat, dass Frauen die „rechtliche Befähigung“ besäßen, sich um Verwaltungspositionen zu bewerben, obwohl sie nicht wahlberechtigt waren. Die Regierung konnte jedoch entscheiden, „ob die Interessen eines Dienstes innerhalb eines Ministeriums Einschränkungen bei der Zulassung und Beförderung von weiblichem Personal erfordern“. Diese Ausnahmeregelung konnte vom Kriegsministerium genutzt werden, um die höheren Positionen für Männer zu reservieren.
Während des Zweiten Weltkriegs war Marguerite Pichon-Landry Mitglied des Widerstandsnetzwerks Cohors-Asturies und versorgte den gaullistischen Widerstand über ihr Beziehungsnetz mit Informationen.
Die Einführung des Wahlrechts für Frauen 1945 und ihr Rücktritt als Vorsitzende des CNFF 1954 bedeuteten eine Veränderung: Sie widmete sich nun der Mädchenbildung und der Hauswirtschaft. Sie half insbesondere bei der Gründung der Union fédérale des consommateurs und war 1955 an der Gründung der Association pour la formation en économie familiale (Verein für hauswirtschaftliche Bildung) beteiligt, deren Vorsitzende sie etwa zehn Jahre lang war.
Über ihre Tätigkeit im CNFF hinaus engagierte sich Marguerite Pichon-Landry in zahlreichen feministischen Bewegungen wie dem Internationalen Frauenrat. Sie wurde auch Leiterin der Kommission der Vereinten Nationen zur Rechtsstellung der Frau.

## Werke
- Évaluation du travail ménager de la femme: Rapport fait à la Section Législation du Conseil National des Femmes, Dole : Impr. Paul Audebert, 1908, 20 Seiten.
- zusammen mit Raoul Allier, Mme de Barjeau, Ferdinand Buisson, Ferdinand Gache, Charles Gide, Élie Gounelle, Dr Paul Goy, Mme E. Pieczynska, Julie Siegfried, Charles Wagner, La Famille, échos du VIe Congrès national de l'Étoile blanche (Rouen 1913), Cahors et Alençon : impr. de A. Coueslant, 1914, 224 Seiten.
- zusammen mit Pauline Rebour, La Femme et la Loi, Emile Morière, 1918, 8 Seiten.
- Le Congrès féministe de Genève : conférence de Mme Pichon-Landry, présidence de M. Joseph Barthélémy, Sitzung von Montag dem 12. Juli 1920, Comité national d'études sociales et politiques, 1920.
- Le Suffrage des femmes en pratique. Documents réunis par : Dr Margh, Ancona, Mme Julie Arenholt, Mlle Émilie Gourd, Miss Chrystal Macmillan, Mme Pichon-Landry, Union française pour le suffrage des femmes, 1923, 192 Seiten.